# Jan Garbarek
Jan Garbarek, född 4 mars 1947 i Mysen i Østfold fylke, är en norsk saxofonist som spelar jazz, klassisk musik och världsmusik.

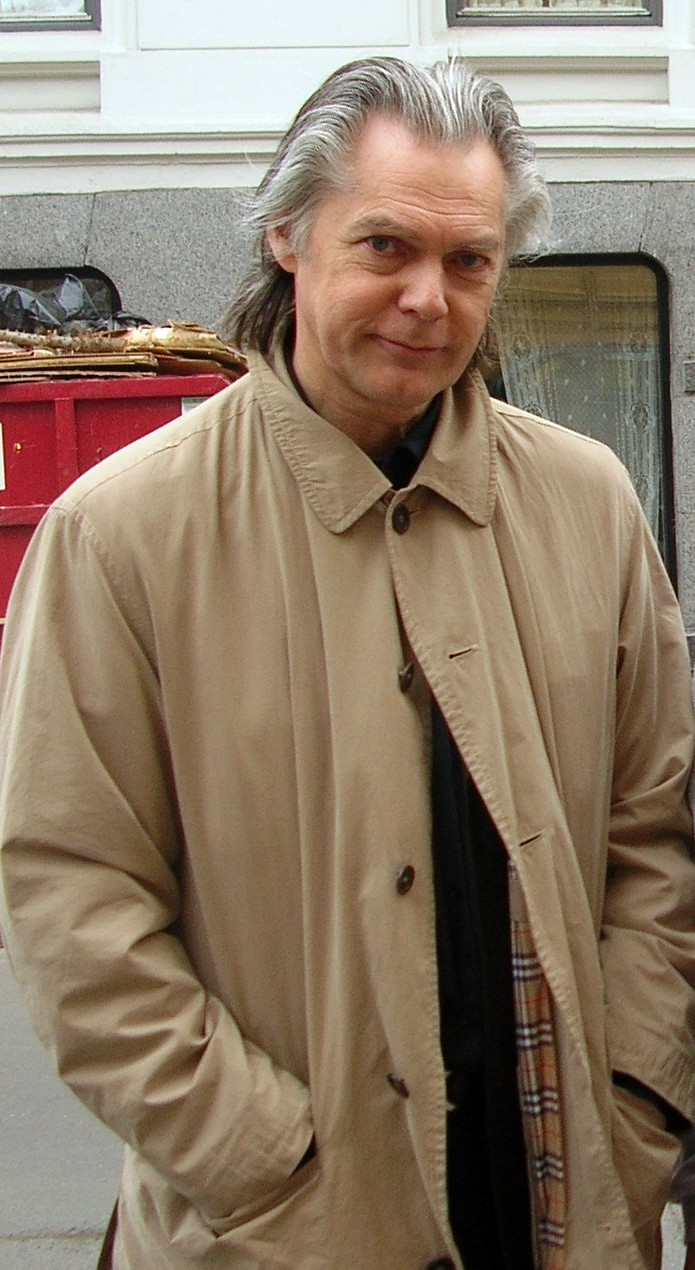
Jan Garbarek 2005

## Diskografi
Album i eget namn
- 1967 – Til Vigdis
- 1970 – Afric Pepperbird
- 1971 – Esoteric Circle
- 1973 – Triptykon
- 1973 – Witchi-Tai-To (med Bobo Stenson)
- 1976 – Dansere (med Bobo Stenson)
- 1977 – Dis
- 1978 – Places
- 1979 – Photo with Blue Sky, White Cloud, Wires, Windows and a Red Roof
- 1980 – Aftenland
- 1980 – Magico
- 1981 – Eventyr
- 1982 – Paths, Prints
- 1983 – Wayfarer
- 1985 – It's OK to Listen to the Gray Voice
- 1987 – All Those Born with Wings
- 1988 – Legend of the Seven Dreams
- 1990 – I Took Up the Runes
- 1991 – Star
- 1992 – Ragas and Sagas (med Ustad Fateh Ali Khan)
- 1992 – Atmos (med Miroslav Vitouš)
- 1993 – Twelve Moons
- 1994 – Officium (med The Hilliard Ensemble)
- 1994 – Madar
- 1996 – Visible World
- 1998 – Rites
- 1999 – Mnemosyne (med The Hilliard Ensemble)
- 2004 – In Praise of Dreams
- 2008 – Elixir (med Marilyn Mazur)
- 2009 – Dresden (livealbum)
- 2010 – Officium novum (med The Hilliard Ensemble)

Album med andra artister
- 1966 – Jazz Moments (med Karin Krog)
- 1968 – Joy (med Karin Krog)
- 1969 – Briskeby Blues (med Jan Erik Vold)
- 1971 – Sart (med Terje Rypdal)
- 1971 – Terje Rypdal (med Terje Rypdal)
- 1971 – Hav (med Jan Erik Vold och Terje Rypdal)
- 1973 – Red Lanta (med Art Lande)
- 1974 – Belonging (med Keith Jarrett)
- 1974 – Solstice (med Ralph Towner)
- 1975 – Luminessence (med Keith Jarrett)
- 1975 – Arbour Zena (med Keith Jarrett)
- 1977 – Ingentings bjeller (med Jan Erik Vold)
- 1977 – Of Mist and Melting (med Bill Connors)
- 1977 – December Poems (med Gary Peacock)
- 1977 – Deer Wan (med Kenny Wheeler)
- 1977 – Sol Do Meio Dia (med Egberto Gismonti)
- 1977 – Sound and Shadows (med Ralph Towner)
- 1978 – My Song (med Keith Jarrett)
- 1978 – Folk Songs (med Charlie Haden och Egberto Gismonti)
- 1980 – Nude Ants ( med Keith Jarrett)
- 1981 – Voice from the Past Paradigm (med Gary Peacock)
- 1981 – Cycles (med David Darling)
- 1983 – Vision (med Shankar)
- 1984 – Chorus (med Eberhard Weber)
- 1984 – Song for Everyone (med Shankar)
- 1986 – Making Music (med Zakir Hussain)
- 1987 – Guamba (med Gary Peacock)
- 1989 – Personal Mountains, (med Keith Jarrett, Palle Danielsson och Jon Christensen, inspelad 1979)
- 1989 – Rosensfole (med Agnes Buen Garnås	)
- 1991 – Alpstein (med Paul Giger)
- 1991 – Music for Films (med Eleni Karaindrou)
- 1992 – Ragas and Sagas (med musiker från Pakistan)[4]
- 1993 – Atmos (med Miroslav Vitous)
- 1993 – Madar (med Anouar Brahem och Shaukat Hussain)
- 1994 – Officium (med The Hilliard Ensemble)
- 1995 – Caris Mere (med Stuttgarter Kammerorchester)
- 1999 – Mnemosyne (med The Hilliard Ensemble)
- 2002 – Monodia (med Kim Kashkashian)
- 2003 – Universal Syncopations (med Miroslav Vitous)
- 2012 – Sleeper (med Keith Jarrett, Palle Danielsson och Jon Christensen) (inspelad1979)

## Utmärkelser
- 1968 – Buddyprisen[5]
- 1978 – Oslo bys kunstnerpris
- 1978 – Spellemannprisen, Specialpris
- 1982 – Gammleng-prisen
- 1986 – Paul Robeson-prisen
- 1991 – Lindemanprisen
- 1995 – Anders Jahres kulturpris
- 1999 – St. Olavs Orden
- 2004 – Norsk kulturråds ærespris[6]
- 2013 – Ledamot av Kungliga Musikaliska Akademien